# Escala de Fisher
La Escala de Fisher es un criterio utilizado en medicina para predecir el vasoespasmo posterior a una hemorragia subaracnoidea utilizando una Tomografía Axial Computarizada (TAC).
La escala fue modificada en 2001.

## Escala
La escala asigna un valor de I a IV de acuerdo al patrón de sangrado observado en una TAC Cerebral.
| Grado     | Criterio |
| --------- | --- |
| Grado I   | No hay hemorragia detectable en TAC. |
| Grado II  | Hemorragia subaracnoidea difusa, sin coágulos localizados y capa vertical < 1 mm.                                                           |
| Grado III | Hemorragia subaracnoidea localizada o capa vertical ≥ 1 mm.                                                                                 |
| Grado IV  | Hemorragia intraparenquimatosa o intraventricular, en ausencia de hemorragia subaracnoidea con coagulos localizados o capa vertical ≥ 1 mm. |

## Utilidad
Predice el riesgo de vasoespasmo después de una hemorragia subaracnoidea.